# Rue Félix-Faure (Colombes)
Pour les articles homonymes, voir Rue Félix-Faure.
La rue Félix-Faure est une voie de communication de Colombes dans les Hauts-de-Seine.

## Situation et accès

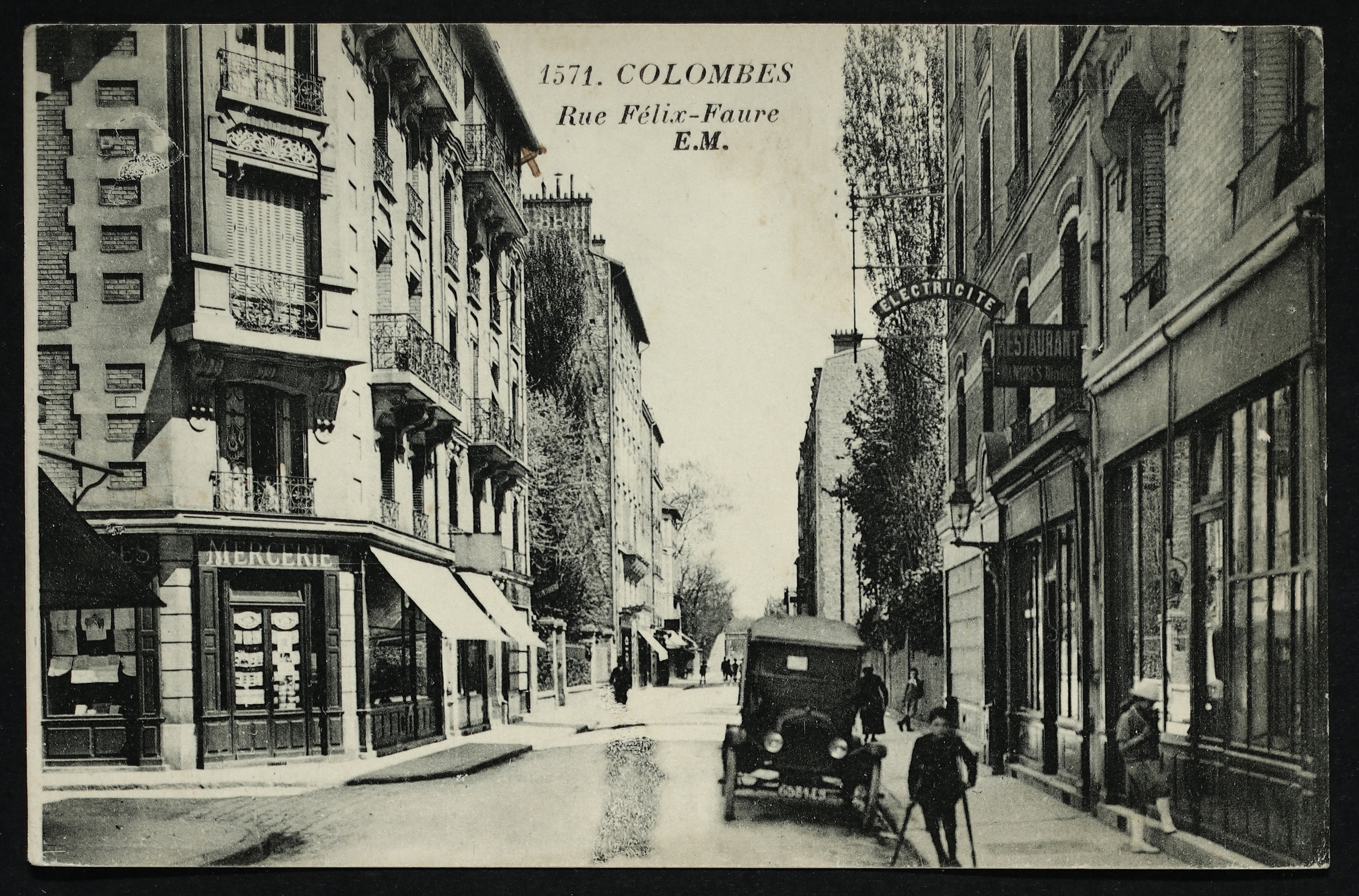
Carte postale de la rue Félix-Faure, dans la direction de l'est, vers 1900. Le pont ferroviaire y est encore visible.

Orientée d'ouest en est, elle commence son tracé dans l'axe de l'avenue Aristide-Briand. Après être passée au droit d'une voie ferrée désaffectée longée par la rue des Lilas, elle se termine à la limite de Bois-Colombes dans l'axe de la rue Paul-Déroulède.
Elle est desservie par la gare des Vallées sur la ligne de Paris-Saint-Lazare à Saint-Germain-en-Laye, et qui se trouve au bout de la rue des Vallées.

## Origine du nom
Cette rue a été nommée en hommage à Félix Faure (1841-1899), président de la République française de 1895 à 1899.

## Bâtiments remarquables et lieux de mémoire
- Coulée verte de Colombes.

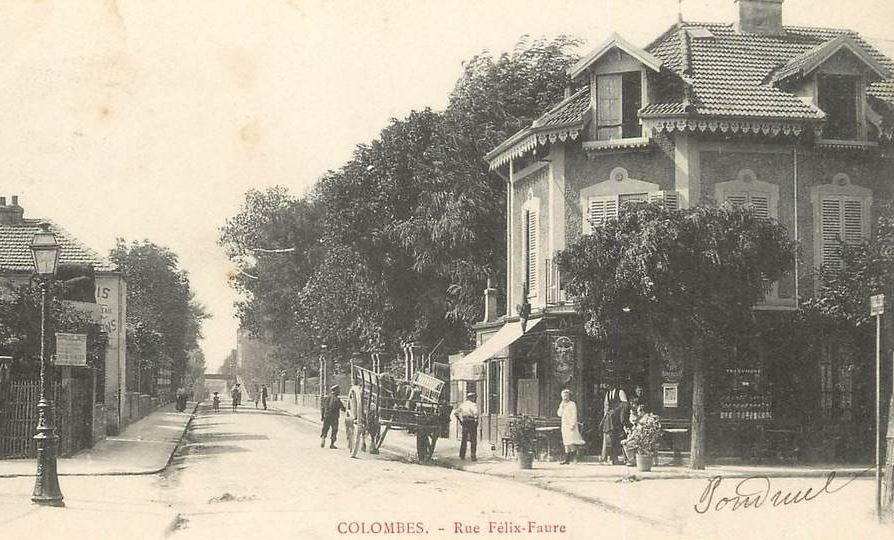
La rue Félix-Faure vers 1900.

- Théâtre Le Hublot, ouvert en 1993 dans une ancienne usine de métallurgie.
- Au no 32, un immeuble construit en 1910[2].
- Au no 82, un immeuble datant des années 1930, recensé à l'inventaire général du patrimoine culturel[3].